# Detetives da Ciência
Detetives da Ciência é uma série brasileira criada e dirigida por Miguel Przewodowski, produzida por Cleide Ramos, da MultiRio, em parceria com o Instituto Ciência Hoje que estreou na Rede Bandeirantes em 21 de maio de 2010, depois estreou na TV paga no canal TV Rá-Tim-Bum em 4 de setembro do mesmo ano, além de ter sido exibido no Canal Futura em 3 de março de 2013. Também foi reprisada no canal NET TV.
A série mostra a vida de dois adolescentes, um rapaz e uma moça, que exploram questões científicas e transformam a casa deles em um verdadeiro laboratório. Tem um total de dez episódios, com 13 minutos de duração cada um. O programa é voltado a estudantes de 11 a 14 anos, com ênfase no 6º ao 9º anos.

## Sinopse
A série mostra histórias fictícias de dois adolescentes, Sofia (Sofia Starling) e Pedro (Reinaldo Ropke), que tentam desvendar mistérios do dia a dia por meio da investigação, da experimentação e da dedução. Nas aventuras, os jovens têm a ajuda de Madalena (Bel Garcia), mãe de Sofia, e de Dudu (Marcos França), pai de Pedro.

## Personagens
- Sofia - É uma adolescente de 14 anos curiosa, esperta, divertida, tapada que sempre adora investigar sobre qualquer coisa de interessante junto de seu melhor amigo e vizinho, Pedro.

- Pedro - Também de 14 anos, é um adolescente inteligente, curioso e disposto a explorar e descobrir mais sobre tudo o que é interessante, junto de sua melhor amiga e vizinha, Sofia.

- Madalena - Mãe de Sofia. Quase sempre não aparece, e é só vista em casa.

- Dudu - Pai de Pedro. Não aparece com frequência nas histórias.

## Episódios
| Temporada | Temporada | Episódios | Exibição original  | Exibição original   |
| Temporada | Temporada | Episódios | Estreia            | Final               |
| --------- | --------- | --------- | ------------------ | ------------------- |
|           | 1         | 10        | 21 de maio de 2010 | 23 de julho de 2010 |

### 1ª Temporada (2010)
Estreou na Rede Bandeirantes no dia 21 de maio de 2010.
| Episódio (série) | Episódio (temp.) | Título                         | Escrito e dirigido por | Exibição original   |
| --- | ---------------- | ------------------------------ | ---------------------- | ------------------- |
| 1 | 1                | "Nanomundo"                    |                        | 21 de maio de 2010  |
| A ciência do ultracompacto possibilita o surgimento de aparelhos cada vez menores e com mais funções. A partir do sedutor aparato tecnológico, podemos desvendar a escala do superpequeno.          |                  |                                |                        |                     |
| 2 | 2                | "Pequenas e de grande ajuda"   |                        | 28 de maio de 2010  |
| O programa explora de que maneira as células-tronco podem ser utilizadas para benefício da saúde, além de falar de conceitos como a origem da vida e o espírito de cooperação.                      |                  |                                |                        |                     |
| 3 | 3                | "Para que me espetar tanto?"   |                        | 4 de junho de 2010  |
| Em pauta, as vacinas. Por que é importante tomar vacinas e como elas funcionam nos nossos organismos?                                                                                               |                  |                                |                        |                     |
| 4 | 4                | "As formas da natureza"        |                        | 11 de junho de 2010 |
| Como medir uma nuvem, a copa de uma árvore ou um órgão humano? Neste programa, vamos ver como a Matemática e a Biologia trabalham juntas nesse sentido.                                             |                  |                                |                        |                     |
| 5 | 5                | "Menos fumaça"                 |                        | 18 de junho de 2010 |
| Pensando no futuro do planeta, os cientistas vêm desenvolvendo combustíveis de origem vegetal (biocombustíveis). Os conceitos de reduzir, reciclar e reutilizar se entrelaçam nessa temática atual. |                  |                                |                        |                     |
| 6 | 6                | "Quem mora na gota d’água?"    |                        | 25 de junho de 2010 |
| Uma exploração do micromundo da água. Em pauta, como a poluição pode afetar sua qualidade, o passo a passo de seu ciclo e os fatores que fazem com que ela se torne cada vez mais rara.             |                  |                                |                        |                     |
| 7 | 7                | "Herança genética"             |                        | 2 de julho de 2010  |
| O assunto aqui é genética. De maneira lúdica, aprendemos o que a ciência consegue desvendar a partir da análise e manipulação do DNA.                                                               |                  |                                |                        |                     |
| 8 | 8                | "Alô, alô! Tem alguém aí?"     |                        | 9 de junho de 2010  |
| Na pesquisa espacial, o que pode se tornar realidade? Um dia a Lua poderá ser habitada? Existe vida em outros planetas? Perguntas assim são discutidas neste episódio, sobre a Astronomia.          |                  |                                |                        |                     |
| 9 | 9                | "Que tempo doido!"             |                        | 16 de junho de 2010 |
| Mudanças climáticas. Qual a relação dos gases que compõem a atmosfera com a alteração da temperatura em nosso planeta? O que aconteceria na Terra sem os gases de efeito estufa?                    |                  |                                |                        |                     |
| 10 | 10               | "Tudo misturado e em harmonia" |                        | 23 de junho de 2010 |
| Biodiversidade: como as diferentes formas de vida interagem em determinados ecossistemas. O episódio leva à reflexão sobre o impacto que toda uma cadeia sofre com a exclusão de uma espécie.       |                  |                                |                        |                     |

## Prêmios
A série já acumulou 2 prêmios estrangeiros: Um de melhor programa de TV no 10º Festival Internacional de Cine Nueva Mirada para a Infância e Juventude, que aconteceu em Buenos Aires, na Argentina, pelo episódio Planeta Molhado, que trata do uso da água, e outro de melhor série televisiva para crianças e adolescentes pelo júri do V Festival Kolibri, na Bolívia.